# Otto-Theodor Brouwer
Otto-Theodor Brouwer (* 31. Mai 1906 in Paris; † 17. September 1983 in Bremen) war ein deutscher Kaufmann und Politiker (DP, GDP, NPD). Er war von Beruf selbständiger Kaufmann.

## Biografie
Brouwer war als angestellter und dann selbständiger Kaufmann sowie als Handlungsreisender in Bremen tätig. Von 1939 bis 1945 war er als Feldgendarm Soldat im Zweiten Weltkrieg.
Politik

Brouwer trat zum 1. August 1931 der NSDAP bei (Mitgliedsnummer 597.457). Nach übereinstimmenden Erklärungen von Zeugen soll er 1943/44 in Südfrankreich Auseinandersetzungen mit dem SS-Sicherheitsdienst (SD) wegen Übergriffe des SDs auf die Zivilbevölkerung gehabt haben. Er soll untergetauchten Personen geholfen haben, die später als Zeugen für ihn aussagten.
Im April 1948 wurde er in Anwendung der Weihnachtsamnestie als „nicht betroffen“  entnazifiziert.
Nach dem Zweiten Weltkrieg schloss er sich zunächst der rechtsgerichteten Deutschen Partei an. Durch deren Zusammenschluss mit dem GB/BHE kam er zum Fusionsprodukt Gesamtdeutsche Partei, für die er 1961 erfolglos zum Deutschen Bundestag kandidierte. Nachdem das Scheitern der GDP offenkundig war, beteiligte er sich 1962 an der Wiederbelebung der bremischen DP unter Friedrich Thielen. Mit diesem beteiligte er sich dann 1964 auch an der Gründung der NPD, deren Bundesschatzmeister und bremischer Landesvorsitzender er 1965 wurde. Im Gegensatz zu Thielen blieb er nach dessen Rückzug vom Bundesvorsitz in der NPD und beteiligte sich nicht am erneuten Versuch Thielens die DP in Bremen wieder zu etablieren.
Brouwer gehörte 20 Jahre lang von 1951 bis 1971 der Bremischen Bürgerschaft an. 1962/63 war er dabei stellvertretender Vorsitzender der DP-Fraktion und von 1963 bis 1967 war er Gruppensprecher der DP- und ab 1964 der NPD-Gruppe, die vier Abgeordneten reichten nicht für den Fraktionsstatus aus. Von 1967 bis 1971 stand er der NPD-Fraktion vor.